# Bartlet para América
Bartlet para América es el noveno capítulo de la tercera temporada de la serie dramática El Ala Oeste.

## Argumento
Queda poco para Nochebuena y se suceden las amenazas racistas a iglesias de la comunidad negra de Tennessee. El asunto es tratado por Josh y el agente que sirve de enlace con el FBI. La situación es delicada porque desde la Casa Blanca son partidarios de mandar agentes para proteger las iglesias, mientras el Gobernador está en contra. Finalmente se descubre que es una conspiración muy peligrosa, al detener a un criminal en un control de carretera y se ordena la protección de todas los centros religiosos de dicho estado.
Mientras, en el Congreso, continúan las sesiones de investigación del Gran Comité sobre la enfermedad del Presidente. Ahora le toca testificar a Leo, quien mantiene una actitud desafiante acompañado de su nueva abogada, con quien desea, de paso, tener una cita. Durante el interrogatorio se recuerda momentos de la campaña, como las charlas entre Sam, C.J. y Toby en su primer local en Manchester (New Hampshire).
También el momento en el que el candidato Bartlet le dice al que sería posteriormente Vicepresidente de los Estados Unidos John Hoynes que sufre de Esclerosis múltiple. Pero el momento más crítico del interrogatorio llega cuando un congresista republicano le pregunta a Leo sobre un desmayo del candidato del que nadie había tenido noticia. Fue un momento terrible para Leo , porque se encontraba borracho en su habitación tras una reunión con grandes donantes para la campaña.
Finalmente, y gracias a la mediación del abogado republicano Clifford Calley, el presidente del comité 
decidirá suspender la sesión hasta después de las Fiestas Navideñas, dando 2 semanas para preparar su defensa a Leo. En la última escena del episodio, el Presidente le regalará enmarcado la servilleta que le dio el propio Leo cuando le convenció para que se presentara para Presidente de los Estados Unidos. En ella figura el lema de la campaña: Bartlet para América.

## Premios
- Mejor Fotografía para Thomas Del Ruth, A.S.C. (Premios Emmy)
- Mejor Edición de Fotografía para Lauren Schaffer (Premios Emmy)
- Nominado al Mejor Actor de Reparto para John Spencer (Premios Emmy)
- Nominación a la Mejor Serie Dramática (Premios Emmy)
- Nominado por el Mejor Diseño de Producción para Kenneth Hardy (Premios ADG)
- Mejor Fotografía para Thomas Del Ruth, A.S.C. (Premios ASC)[1]
- Mejor Episodio de Serie Dramática (Premios Prism)[1]